# NGC 324
NGC 324 (również PGC 3416) – galaktyka spiralna (S0-a), znajdująca się w gwiazdozbiorze Feniksa. Odkrył ją John Herschel 23 października 1835 roku.